# Base navale di Mayport
La base navale di Mayport è la più grande base navale delle tre situate a Jacksonville nella Florida. Di proprietà della U.S. Navy, la marina militare degli USA. La base, in particolare, ospita il Littoral Combat Ship Squadron Two, il Naval Surface Squadron Fourteen e la Iwo Jima Amphibious Ready Group. La base ospita anche la Naval Air Station, ovvero una delle basi aeree dell'aviazione della marina militare degli Stati Uniti, e la Naval Ship Harbor Intermediate Maintenance Activity.

## Porto
La base ospita la United States Fourth Fleet ,(4 flotta degli Stati Uniti) suddivisa in :
- Littoral Combat Ship Squadron Two (LCSRON2): è stato assegnato alla base il 7 novembre 2014. Ad oggi sono assegnate 8 navi della classe Freedom che diventeranno 10 non appena entreranno in servizio le 2 unità della classe che sono in fase di allestimento.
  - USS Milwaukee (LCS-5)
  - USS Detroit (LCS-7)
  - USS Little Rock (LCS-9)
  - USS Sioux City
  - USS Wichita
  - USS Billings
  - USS Indianapolis (LCS-17)
  - USS St. Louis
  - USS Minneapolis-Saint Paul
  - USS Cooperstown
- Naval Surface Squadron Fourteen
  - USS Carney (DDG-64)
  - USS The Sullivans (DDG-68)
  - USS Donald Cook (DDG-75)
  - USS Lassen (DDG-82)
  - USS Farragut (DDG-99)
  - USS Jason Dunham (DDG-109)
  - USS Thomas Hudner (DDG-116)
  - USS Paul Ignatius (DDG-117)
  - USS Delbert D. Black (DDG-119)
  - USS Winston S. Churchill (DDG-81)
- Iwo Jima Amphibious Ready Group: non ha più sede a Mayport. 
  - USS Iwo Jima (LHD-7) spostata alla Naval Station Norfolk nel dicembre 2021[2]
  - USS New York (LPD-21) spostata nel novembre 2021[3]
  - USS Fort McHenry (LSD-43) è stato dismesso nel marzo 2021[4][5].
- United States Coast Guard (USCG)
  - USCGC Valiant (WMEC-621)